# Pretepena juha
Pretepena juha, vrsta tradicionalne guste juhe iz međimurske kuhinje, sastavnog dijela nacionalne hrvatske kuhinje. To krepko tekuće jelo originalne recepture priprema se iz kvalitetnih dijelova suhog svinjskog mesa (šunka, kare i sl.) ili kobasica, narezanih na sitne kockice, te ostalih sastojaka: komadića tikve, ukuhanih jaja, umućenog brašna, kiselog vrhnja, luka, češnjaka, vode ili jušnog temeljca, začina, te drugih dodataka prema želji i ukusu.

## Priprema
Komadi suhog (dimljenog) mesa i/ili kobasice se skuhaju, a zatim narežu na sitne kockice. Tome se dodaju usitnjeni luk, češnjak i ostali sastojci, te se sve kratko poprži i stavi u juhu. Nakon toga se brašno dobro promiješa s kiselim vrhnjem (gdjekad se doda i malo mlijeka, a može se dodati i mljevena crvena paprika), čime se napravi tzv. „pretep“, koji se umuti u juhu da bi postala gusta. Na kraju se dodaju preostali začini, pa se sve zajedno kuha još 10 - 15 minuta. Poslužuje se vruće u odgovarajućoj zdjeli.
Postoje varijante pretepene juhe u koju se, umjesto tikve, stavljaju drugi sastojci, pa se tako može napraviti, na primjer, pretepena juha s vrganjima ili pretepena juha s hajdinskom (heljdinom) kašom. Isto tako, mogu se upotrijebiti i još neki dodaci, kao što su svinjska mast, mlijeko, feferoni, nasjeckani peršin itd.

## Vanjske poveznice
- Pretepena juha u stručnom časopisu kao jedno od jela autohtone međimurske kuhinje[neaktivna poveznica]
- Međimurska pretepena juha u turističko-ugostiteljskoj ponudi najsjevernijeg hrvatskog kraja  Arhivirana inačica izvorne stranice od 28. srpnja 2012. (Wayback Machine)
- Jedna od varijanti pretepene juhe  Arhivirana inačica izvorne stranice od 8. listopada 2012. (Wayback Machine)